# 宝生教
宝生教（寶生教、ほうせいきょう）は、明治45年（1912年）7月30日に立教された神道系新宗教。
教祖自身は、教派神道である御嶽教（おんたけきょう）で教育を受けたが、教団が管理している神社（本宮）は、鎌倉時代創建の先祖伝来の金峰山・蔵王権現系の御嶽神社（みたけじんじゃ）を継承する形になっているので、八津御嶽神社（やつみたけじんじゃ）と呼ばれている。

## 沿革
教祖の山本亀一（やまもとかめいち）は、明治元年（1868年）4月21日、山梨県の榮村内船区小字八津（現・山梨県南巨摩郡南部町内船）に生まれた。山本家には自分たちが鎌倉幕府に当地を任された初代地頭だったとされる佐渡国八津郷出身の八津多聞左エ門 藤原時種（やつたもんざえもん ふじわらのときたね）の末裔であるという伝承があり、彼が赴任の際に創建した邸内社の1つである御嶽神社（みたけじんじゃ）を、代々奉斎してきたとされる。
そんな山本亀一が明治45年（1912年）7月30日、明治天皇の崩御に際して神懸りに遭い、「日本が乱れぬように、世に出よ」との神命を受けたとされ、これが立教とされる。
その後、山本亀一は地元の八幡神社の神官・山本富五郎の紹介で、御嶽教大嶽山教会長・長田勇二郎に師事し、大正元年（1912年）10月15日、御嶽教の教師の拝命を受けた後、まずは甲府市大田町に進出して、「御嶽神自教会 (神自ら教える教会)」という名で独自の布教活動を開始した。
大正10年（1921年）からは、東京の浅草橋界隈でも布教活動を始めた。
昭和10年（1935年）3月7日、大阪市此花区今開町（現・大阪市福島区野田）に本部を設置し、昭和26年（1951年）9月に現在地（大阪市西区北堀江）に移転した。
東京では昭和36年（1961年）から中野区本町の神田川沿いに拠点を構え、平成10年（1998年）に長島孝一デザインによる建て替えも行われて、落語寄席が行われるなどもしてきたが、移転を視野に令和5年（2023年）7月から10数億円で建物が売りに出されていることが知られ話題となった。

## 八津御嶽神社
主祭神
- 元無極體(げんむきょくたい)天御中主(あめのみなかぬし)国常立之尊(くにとこだちのみこと)産土之大御神(うぶどのおおみかみ)

配祀神
- 大国主之命
- 事代主之命
- 天津児屋根之命
- 天津大山祇之命

(立教以前からの) 伝統的祭神
- 大己貴之命
- 少名彦之命

## 施設・組織
- 山梨本宮 宝生山・八津御嶽神社（山梨県南巨摩郡南部町内船5359）
  - 東京分社（東京都中野区本町2丁目7番6号）
- 大阪本部（大阪府大阪市西区北堀江3丁目11番10号）
  - 西播教会（兵庫県たつの市御津町中島59）
  - 養老教会（岐阜県養老郡養老町有尾18）